# Форма слова
Фо́рма сло́ва — морфологическая разновидность слова, несущая комплекс тех или иных значений присущих данной части речи грамматических категорий; совокупность морфологических и фонологических характеристик слова (формальных показателей, в том числе нулевых), указывающих на его грамматическое значение — принадлежность к определённым грамматическим категориям. Так, состав морфем рус. учи-тель-ниц-а указывает на принадлежность данной формы к существительным женского рода и выражаемые ею значения именительного падежа и единственного числа.
Термин «форма слова» может употребляться как по отношению к конкретному слову (словоформе), так и по отношению к классу грамматических форм с одинаковым грамматическим значением, представленных в разных словах (так, рус. пишите, идите, сделайте все являются глагольными формами повелительного наклонения множественного числа). Форма слова (в обобщённом значении), будучи противопоставленной другим формам с однородным грамматическим значением, образует морфологическую категорию; так, ряды форм единственного и множественного числа образуют морфологическую категорию числа.
Система форм данного слова называется его парадигмой.

## История понятия
Понятие формы слова возникло в работах представителей формально-морфологического подхода к языку, в частности Ф. Ф. Фортунатова, понимавшего форму как членимость слова на морфемы, позволяющую определить его грамматическое значение.

## Особенности форм слова

### Несвободность форм
В русском языке есть определённая категория форм слова, у которых наблюдаются неполнота парадигмы и затруднительность у носителя эти формы образовать. Примером форм, называемых несвободными, могут служить такие слова как:
- кочерга́ — кочерёг
- писа́ть — пиша́
- кра́сть — крадо́мый

Несвободные формы, хоть и труднообразуемы и не всегда присутствуют во всех словарях, однако их существование признано нормативными. Зализняк в своём словаре приводит их полный список и признаёт их право на существование.

### Супплетивы
В языке также могут присутствовать слова, формы которых имеют разные корни (например, иду — шёл). Такие формы называются супплетивными.